# Aire de conservation privée Qosqoccahuarina
L'aire de conservation privée Qosqoccahuarina (anglais : Área de conservación privada Qosqoccahuarina) est une aire de conservation dans la chaîne de montagnes Urubamba dans la cordillère des Andes au Pérou. Elle est située dans la région de Cusco, province d'Urubamba, district d'Ollantaytambo. Elle se trouve dans la communauté de Rumira Sondormayo (Rumira Sondor Mayo, Sondor Mayo Rumira ou Sunturmayu Rumira) dans la vallée de Patacancha, près de Patacancha. La zone de conservation de Qosqoccahuarina est reconnue par la Résolution ministérielle n°089-2011-MINAM,. L'objectif est de protéger la forêt Polylepis et son avifaune, les bassins hydrographiques de la communauté, et la flore et la faune sauvages des hauts plateaux andins. 